# Repanšek
Repanšek je priimek več znanih Slovencev:
- Janez Repanšek (*1944), oblikovalec usnjene galanterije, amaterski kipar, slikar, zasebni galerist, kulturni organizator
- Janez Repanšek (*1941), geograf in turistični delavec; dolgoletni predstavnik STO v Nemčiji (Muenchen); sin Viktorja R.
- Luka Repanšek (*1987), indoevropski jezikoslovec in filolog, skladatelj
- Viktor Repanšek (1913—2006), agronom, šolnik, častni občan občine Kamnik